# Francesco Hayez
Francesco Hayez [franˈtʃesko ˈaːjets] (ur. 10 lutego 1791 w Wenecji, zm. 11 lutego 1882 w Mediolanie) – włoski malarz romantyczny. Jeden z czołowych artystów romantycznych połowy XIX wieku. Zasłynął ze swych wyniosłych obrazów historycznych oraz alegorycznych, a także wyjątkowych portretów, np. obrazu Pocałunek.
Hayez pochodził ze stosunkowo biednej rodziny. Jego ojciec był z pochodzenia Francuzem, a matka (Chiara Torcella) pochodziła z Murano, włoskiej wyspy położonej niedaleko Wenecji. Francesco, najmłodszy spośród pięciu synów, został wychowany przez siostrę matki, która poślubiła Giovanniego Binasco – kolekcjonera sztuki. Już od najmłodszych lat wykazywał duże zdolności malarskie, więc jego wuj postanowił przyjąć go jako swojego czeladnika. Później został uczniem malarza Francisco Magiotto, u którego kontynuował naukę przez kolejne trzy lata. Został przyjęty do Akademii Sztuk Pięknych w Wenecji w 1806 roku, gdzie studiował pod okiem Teodoro Matteiniego. W 1809 roku wygrał konkurs weneckiej Akademii, a jako nagrodę otrzymał roczne stypendium w Akademii św. Łukasza w Rzymie. Pozostał w Rzymie do 1814 roku, następnie przeprowadził się do Neapolu, gdzie dostał zlecenie od Joachima Murata, by namalować obraz przedstawiający Odyseusza na dworze Alkinoosa. W 1850 roku Francesco Hayez został mianowany dyrektorem Akademii Brera w Mediolanie.
Ocena profesji Hayeza jest utrudniona, gdyż nie podpisywał i nie datował on większości swoich obrazów. Często data na obrazach wskazuje, kiedy sprzedano dzieło, a nie kiedy ono powstało. Ponadto Hayez, często malował te same kompozycje wiele razy, zmieniając przeróżne szczegóły. W jego wczesnych pracach widać wpływ Ingresa oraz Nazareńczyków. Jego późniejsze prace zaliczane są do dzieł klasycznego romantyzmu.